# Power Snooker
Power Snooker — новая разновидность игры в снукер.

Расположение шаров в Power Snooker

Игра представляет собой короткий (в пределах одного-двух дней) турнир, длительность одного матча ограничена 30 минутами и основана на наборе очков. Первый турнир прошёл в музыкальном клубе «IndigO2», который является частью комплекса «O2» (вместимость 2 410 человек), в Лондоне, 30 октября 2010 года. Впервые с 2001 года снукерный турнир освещала телекомпания ITV: Power Snooker показали в прямом эфире на британском канале ITV4. Также право на показ турнира получила телекомпания Евроспорт.
Главная цель Power Snooker — создать новаторский продукт, который будет одинаково хорошо смотреться как в зале, так и на экране. На турнире используются энергичное музыкальное сопровождение и специальное освещение, чтобы создать более непринуждённую и театральную атмосферу.
Power Snooker — независимый проект, однако руководство мирового снукера поддерживает это начинание.

## Правила
Применяются традиционные снукерные правила с учётом следующих изменений:
- Цветные шары на своих местах. Девять красных установлены в виде ромба между розовым и чёрным шарами.
- Красный шар в середине ромба называется «PowerBall». После того, как он сыгран в лузу, игрок получает две минуты, во время которых все забитые шары будут оцениваться по двойному тарифу — «PowerPlay». Если игрок ошибается во время «PowerPlay», то оставшееся время получает его противник.
- Ограничение на удар — 20 секунд. Если игрок не укладывается в 20 секунд, то его соперник получает 20 очков. При этом допустивший ошибку игрок всё же должен выполнить удар.
- Считаются не фреймы, а очки. Матч продолжается 30 минут; победит тот, кто наберёт большее количество очков.
- При разбитии пирамиды как минимум два красных шара должны коснуться бортов. В противном случае право удара переходит к сопернику.
- Область за болкерной линией называется «PowerZone» (отсутствует сектор D). Если биток находится в пределах «PowerZone», и игрок забивает любой шар, то сумма полученных очков удваивается. Если это происходит во время PowerPlay — сумма полученных очков умножается на 4.
- За сенчури-брейк игрок получает 50 бонусных очков. За два сенчури подряд — 100 очков, за три сенчури подряд — 200 очков.
- Если игрок допускает фол, то его соперник рукой выставляет биток в любую точку «PowerZone».

## Финалы турниров
| Турнир | Место проведения | Победитель       | Финалист         | Счёт    | Сезон     |
| ------ | ---------------- | ---------------- | ---------------- | ------- | --------- |
| 2010   | Лондон           | Ронни О'Салливан | Дин Цзюньхуэй    | 572-258 | 2010/2011 |
| 2011   | Манчестер        | Мартин Гоулд     | Ронни О'Салливан | 286-258 | 2011/2012 |